# Whaleboat Island Marine Provincial Park
Der Whaleboat Island Marine Provincial Park ist ein kleiner Provinzpark im kanadischen British Columbia. Das Meeresschutzgebiet wurde 1981 gegründet, ist rund 11 ha groß und nur per Boot zugänglich. Der Park liegt vor der Ostküste von Vancouver Island und liegt im Cowichan Valley Regional District. Er ist einer der kleinsten Marine Provincial Park in British Columbia.

## Anlage
Das Schutzgebiet befindet sich auf einer kleinen Insel der südlichen Gulf Islands und liegt etwa 25 km Luftlinie ostnordöstlich der Stadt Ladysmith. Unmittelbar westlich der Insel liegt Ruxton Island und südlich Pylades Island sowie etwas weiter östlich Valdes Island. Das Schutzgebiet umfasst dabei die Wasserflächen innerhalb der Schutzgebietsgrenzen sowie Whaleboat Island. Es umfasst die gesamte Insel sowie die umgebenden Gewässer. Von den 11 Ha Schutzgebietsfläche entfallen 4 ha auf Landfläche sowie 7 ha auf Wasserfläche und Gezeitenstrand.
Bei dem Park handelt es sich um ein Schutzgebiet der Kategorie II (Nationalpark).

## Geschichte
Wie bei fast allen Provinzparks in British Columbia gilt auch für diesen, dass er lange bevor die Gegend von europäischen Einwanderern besiedelt oder sie Teil eines Parks wurde, Jagd- und Fischereigebiet verschiedener Stämme der First Nations, hier der Lyackson, war.
Bevor aus der Insel ein Naturschutzgebiet wurde, war ihr Name Eagle Island.

## Flora und Fauna
Das Ökosystem von British Columbia wird mit dem Biogeoclimatic Ecological Classification (BEC) Zoning System in verschiedene biogeoklimatischen Zonen eingeteilt. Biogeoklimatische Zonen zeichnen sich durch ein grundsätzlich identisches oder sehr ähnliches Klima sowie gleiche oder sehr ähnliche biologische und geologische Voraussetzungen aus. Daraus resultiert in den jeweiligen Zonen dann auch ein sehr ähnlicher Bestand an Pflanzen und Tieren. Innerhalb dieser Systematik wird das Parkgebiet der Coastal Douglas Fir Zone mit der Moist Maritime Subzone zugeordnet.
Bestände an größeren und älteren Bäumen finden sich auf der Insel nicht, da in den 1940er Jahren auf den Inseln eine boomende Holzindustrie existierte und dabei auch diese Insel vollständig abgeholzt wurde.
Auf Insel brüten unter anderem Klippenausternfischer und Taubenteiste. Kleine Meeresinseln wie Whaleboat Island sind wichtige Lebensräume, da sie auf Grund ihrer isolierten Lage und ihrer Größe in der Regel nicht von größeren Landraubtieren bewohnt sind. Hier vorkommende Raubtiere sind Seehunde, Kalifornische Seelöwen oder Stellersche Seelöwen.

## Benachbarte Parks
In der Nähe dieses Parks befinden sich noch weitere Provincial Parks. Nordnordwestlich des Parks, auf der benachbarten De Courcy Island, liegt der Pirates Cove Marine Provincial Park. Und an der Nordspitze von Valdes Island liegt der Wakes Cove Provincial Park.

## Aktivitäten
Der Park verfügt über keine touristische Infrastruktur. Obwohl in Provincial Parks grundsätzlich verboten, ist hier an einigen Stellen das wilde Campen und Feuer machen erlaubt.